# Oxyrhachis gracilis
Oxyrhachis gracilis är en insektsart som beskrevs av Capener 1962. Oxyrhachis gracilis ingår i släktet Oxyrhachis och familjen hornstritar. Inga underarter finns listade i Catalogue of Life.